# Mont Buet
De Mont Buet is een 3096 meter hoge berg in het Giffremassief (gedeelte Haut-Giffre) in Frankrijk.
Het Giffremassief maakt deel uit van het grotere "Chablais-Haute-Giffre"-massief.
De berg wordt ook wel de Mont Blanc des Dames genoemd. De Mont Buet is de hoogste top van het departement Haute-Savoie buiten het Mont-Blancmassief en het hoogste punt van de Franse Voor-Alpen dat op het Franse grondgebied is gelegen (de Dents du Midi met de Haute Cime liggen in Zwitserland). De berg domineert de cirque des Fonds. Vanaf de top heeft men een goed uitzicht op het Mont-Blancmassief, op de Aiguilles Rouges en op het Haut-Giffremassief.